# The Lamb (Bloomsbury)

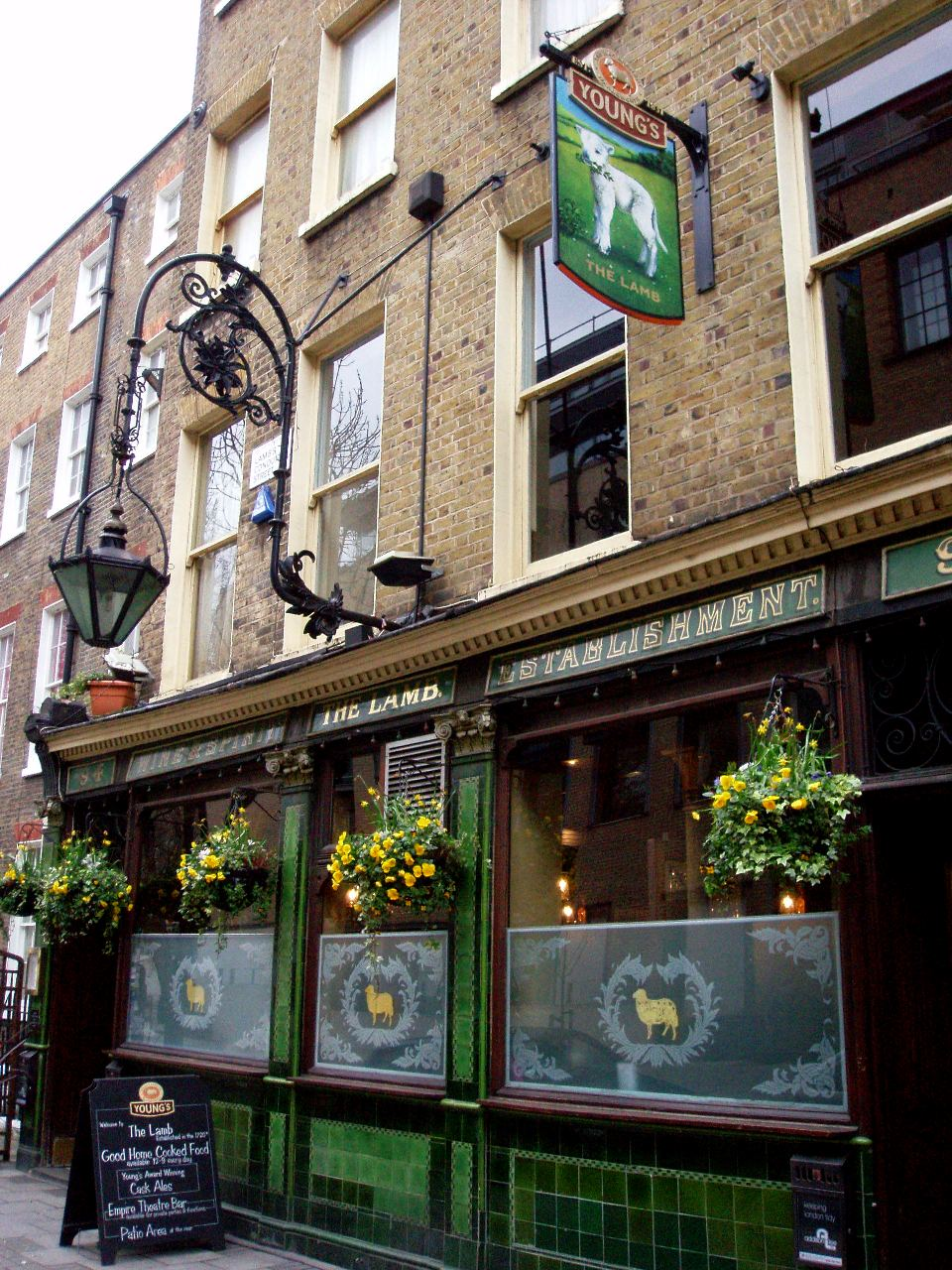
The Lamb.

The Lamb é um pub histórico localizado na Lamb's Conduit Street, Bloomsbury, Londres.
O prédio foi construído na década de 1720. A rua e o pub foram renomeadas depois que  William Lamb ergueu um tubo de água encanada ao longo do logradouro no ano de 1577.
Charles Dickens residiu na rua e teve a fama de ter frequentado o pub. Outros escritores associados ao local incluem Ted Hughes e Sylvia Plath.  Hughes, que era um regular no bar, combinou um encontro com Plath, lá nos primeiros dias de seu relacionamento.